# Остерське наукове товариство краєзнавства
Остерське наукове товариство краєзнавства — науково-краєзнавче товариство, що здійснювало свою діяльність у місті Острі на Чернігівщині в 1920-х роках.
Товариство виникло в середині 1920-х років.
Складалося з 3 секцій: археологічної, етнографічної та природничої.
Члени товариства брали участь у археологічних дослідженнях козацького краю, вивчали його природу, збирали пам'ятки фольклору і етнографії, здійснили статистичне обстеження[що?] письменності мешканців Остерщини.
Провідну роль у діяльності товариства відіграв краєзнавець, директор Остерського музею А. Л. Розанов.
Товариство припинило своє існування наприкінці 1920-х років.